# Kenroku-en

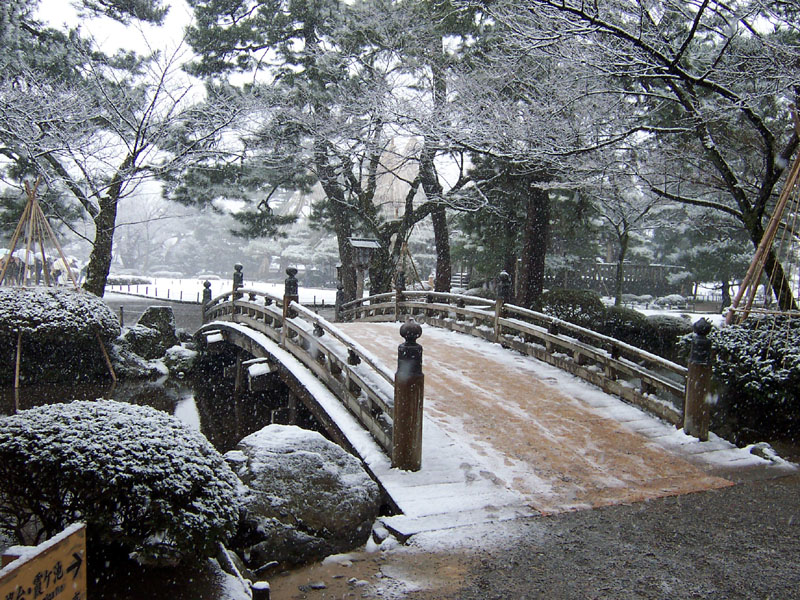
Un pont, el mes de desembre

Kenroku-en (兼六園, jardí dels sis atributs) és un jardí japonès situat a Kanazawa, a la prefectura d'Ishikawa al Japó. El Kenroku-en va ser desenvolupat entre l'any 1620 i l'any 1840 per la família Maeda, els dirigents de l'antiga província de Kaga.
Amb el Kairakuen i el Kōrakuen d'Okayama, el Kenrokuen és considerat com un dels tres jardins més cèlebres del Japó.
El jardí cobreix 114.436,65 m². Fou destruït el 1759 per un incendi i va ser restaurat el 1774. El Kenrokuen va ser obert al públic el 7 de maig de 1874.
El jardí deu el seu nom a Rakua Shirakawa, el qual es va inspirar en el nom d'un llibre xinès escrit pel poeta Li Gefei.
El Kenrokuen conté 8.750 arbres i 183 espècies vegetals.